# Congrès de Micronésie

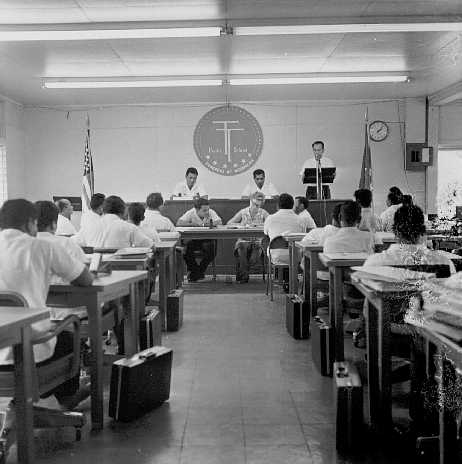
Congrès de Micronésie, 4e session ordinaire, 1968

Le Congrès de Micronésie est une assemblée législative, succédant au Conseil de Micronésie, un organe consultatif, regroupant les sénateurs élus dans les différentes circonscriptions du Territoire sous tutelle des îles du Pacifique, c'est-à-dire les districts de Truk — devenu Chuuk —, de Yap, de Ponape — devenu Pohnpei —, de Kusaie — devenu Kosrae —, des Palaos des Mariannes du Nord et des Îles Marshall. Le congrès de Micronésie a existé du 12 juillet 1965 au 30 octobre 1978. Le 12 juillet 1978, après une Convention constitutionnelle, les populations des quatre premiers districts votent lors d'un référendum pour devenir une fédération indépendante. Ils adoptent, le 10 mai 1979, une nouvelle constitution. Cette date marque la fin de l'existence du Congrès de Micronésie. Dans les États fédérés de Micronésie, le Congrès des États fédérés de Micronésie prend sa suite.